# Embaixada da Noruega em Brasília
A Embaixada da Noruega em Brasília é a principal representação diplomática norueguesa no Brasil, sendo também responsável pela diplomacia norueguesa para a Guiana e o Suriname. O atual embaixador é Odd Magne Ruud.
Está localizada na Avenida das Nações, na quadra SES 807, Lote 28, no Setor de Embaixadas Sul, na Asa Sul, sendo vizinha das outras três embaixadas escandinavas.

## História
Assim como outros países, a Noruega recebeu de graça um terreno no Setor de Embaixadas Sul na época da construção de Brasília, medida que visava a instalação mais rápida das representações estrangeiras na nova capital. A embaixada norueguesa foi concluída em 1974, projetada por John Engh e Jon Seip, sendo composta por várias edificações de estilo moderno brutalista.

### Reforma de 2017
Uma grande reforma e ampliação foi concluída em 2017, sendo realizada pelo escritório de arquitetura CASACINCO. Agora, a embaixada tem 2760 metros quadrados e certificações ambientais e energéticas, sendo a primeira embaixada do país com "energia zero", que é quando as edificações conseguem produzir o que gastam em energia.
O prédio, dividido em quatro zonas com níveis diferentes de acesso e privacidade, é formado pela área de entrada, pela chancelaria, pela área de representação e pelas residências dos embaixadores e funcionários. A área de entrada foi ampliada, com mais vagas para carros, a chancelaria ganhou uma nova ala com espaços de recepção, escritórios, cantina e um deck externo voltado aos jardins. A nova parte teve a parte externa feita com concreto aparente pintado de branco, para combinar com a parte já existente. A área de representação, voltada a eventos e outras necessidades adaptáveis, foi renovada, sendo que a residência do embaixador foi colocada perto desta zona. Próxima a ela ficam as três residências idênticas voltadas aos funcionários. A zona residencial é a parte mais privativa do complexo, tendo uma área de lazer no centro.

## Serviços
A embaixada realiza os serviços protocolares das representações estrangeiras, como o auxílio aos noruegueses que moram no Brasil e aos visitantes vindos da Noruega e também para os brasileiros que desejam visitar ou se mudar para o país escandinavo. Aproximadamente 6500 brasileiros vivem na Noruega.
A embaixada mantém em Brasília uma equipe com seis diplomatas e doze outros funcionários. Além da embaixada, a Noruega conta com mais um consulado geral no Rio de Janeiro, um consulado geral honorário em São Paulo e outros cinco consulados honorários em Fortaleza, Manaus, Natal, Santos e Rio Grande. A embaixada em Brasília também tem jurisdição sobre os países vizinhos da Guiana e do Suriname.
Outras ações que passam pela embaixada são as relações diplomáticas com o governo brasileiro nas áreas política, econômica, cultural e científica. O Brasil e a Noruega mantém parceiras nas áreas de energia, ciência, tecnologia, educação e meio ambiente, incluindo a participação norueguesa no Fundo Amazônia.